# Eduard Georg von Bethusy-Huc

Eduard Georg von Bethusy-Huc

Eduard Georg von Bethusy-Huc

Eduard Georg Graf von Bethusy-Huc (* 3. September 1829 auf Gut Bankau bei Kreuzburg, Oberschlesien; † 19. November 1893 ebenda) war ein deutscher Großgrundbesitzer und Parlamentarier im Königreich Preußen.

## Herkunft
Die Bethusy-Huc stammten aus dem Languedoc und siedelten in Schlesien und Polen. Friedrich II. (Preußen) erhob das Adelsgeschlecht 1773 in den Grafenstand. Seine Eltern waren der preußische Rittmeister Heinrich von Bethusy-Huc (* 1789; † 4. Juni 1833) und dessen erster Ehefrau Charlotte von Bosse (1799–1830), eine Tochter des Landrats Georg von Bosse (1767–1822) und der Gräfin Amelie von Dyhrn (1771–1832).
Die Schriftstellerin Valeska Gräfin Bethusy-Huc war eine Schwägerin.

## Leben
Eduard Georg begann an der Rheinischen Friedrich-Wilhelms-Universität Rechtswissenschaft zu studieren und wurde 1848 im Corps Borussia Bonn aktiv. Als Inaktiver wechselte er an die Universität Breslau und die Friedrich-Wilhelms-Universität zu Berlin. Nach längeren Orient-, Italien- und Frankreichreisen übernahm er die Verwaltung seiner ausgedehnten Besitzungen, der Herrschaften Bankau und Albrechtsdorf in Oberschlesien und des Gutes Stany im Königreich Polen.
1856 wurde er in den Kreistag, 1861 in den schlesischen Provinziallandtag und 1862 in das Preußische Abgeordnetenhaus gewählt, dem er bis 1879 ununterbrochen angehörte. Ab 1867 saß er im Reichstag (Norddeutscher Bund) und ab 1871 im Reichstag (Deutsches Kaiserreich). Um für die preußische Armeereform zu wirken, schloss er sich der kleinen konservativen Fraktion an, sah sich aber bald wieder zum Austritt genötigt, weil seine liberalen Ansichten über innere Politik mit denen der Fraktion nicht übereinstimmten.
Seine Versuche, eine Mittelpartei, die seinen politischen Ansichten entspräche, ins Leben zu rufen, hatten erst im August 1866 (kurz nach der Schlacht bei Königgrätz) Erfolg. Mit anderen gründete er die Freikonservative Partei, die 1871 im Reichstag den Namen „Deutsche Reichspartei“ annahm. Als einer der Führer dieser Partei übte Graf Bethusy namentlich im norddeutschen Reichstag hervorragenden Einfluss aus durch seine Bemühungen, zwischen den liberalen Parteien und der preußischen Regierung zu vermitteln; im Abgeordnetenhaus förderte er das Zustandekommen der Verwaltungsreform. In den Jahren 1873 bis 1879 war er auch Zweiter Vizepräsident des Abgeordnetenhauses; doch zog er sich 1879, zum Landrat im Landkreis Kreuzburg O.S. ernannt, ganz vom öffentlichen Leben zurück. Sein Reichstagsmandat legte er deshalb am 3. Januar 1880 nieder.
Wegen seines Engagements in Kreuzburg (Oberschlesien) wurde er im Januar 1878 zum Ehrenbürger der Stadt ernannt. Besonders verdient gemacht hatte er sich um die Errichtung des dortigen Gymnasiums. Die Urkunde wurde ihm vom Bürgermeister, dem Stadtverordnetenvorsteher und drei Vertretern der Stadtverordnetenversammlung in Berlin verliehen.
Nach seinem Tod wurde ihm zu Ehren am 26. Juni 1903 im Kreuzburger Stadtwald eine Eiche vom Schlesischen Forstverein gepflanzt. Zwei weitere Bäume wurden dem in Kreuzburg geborenen Schriftsteller Gustav Freytag und dem königlichen Kanzleirat Franz Welczek gewidmet. Letztgenannter war ebenfalls Ehrenbürger der Stadt.

## Familie
Er heiratete 1855 Emmy von Ohlen und Adlerscron (* 27. Juni 1837; † 13. November 1895), Tochter der Marie von Byern und des Offiziers Emil Ohlen und Adlerscron. Das Paar hatte sechs Kinder. Die Tochter Hertha (* 1857; † 1939) trug den Titel Exzellenz und war Pröpstin des Magdalenstifts in Altenburg in Thüringen, der Sohn Heinrich (* 1861; † 1930) wurde der Erbe.

## Werke
- Die ständischen Rechte mit Bezug auf Polizei und Kreis. Verlag R. Wagner, Berlin 1860.
- Zu den Gesetzesvorlagen, betreffend die ländliche Polizei- und Kreisordnung. Berlin 1862.

## Genealogie
- Hans Friedrich von Ehrenkrook, Jürgen von Flotow, Friedrich Wilhelm Euler: Genealogisches Handbuch der Gräflichen Häuser. B (Briefadel). 1953. Band I, Band 6 der Gesamtreihe GHdA. Hrsg. Deutsches Adelsarchiv, Glücksburg (Ostsee) 1953, S. 36–38.
- Gothaisches Genealogisches Taschenbuch der Gräflichen Häuser. Zugleich Adelsmatrikel der D.A.G. Teil B (Briefadel). 1941. Jg. 114, Justus Perthes, Gotha 1940, S. 55 f.
- Gothaisches Genealogisches Taschenbuch der Gräflichen Häuser. 1916. Jg. 89, Justus Perthes, Gotha 1915, S. 114 f.
- Genealogisches Taschenbuch der deutschen gräflichen Häuser auf das Jahr 1847. Jg. 20, Justus Perthes, Gotha 1846, S. 74 ff.